# オーストラリアカワゴンドウ
オーストラリアカワゴンドウ（豪州河巨頭、Orcaella heinsohni）はクジラ目ハクジラ亜目マイルカ科カワゴンドウ属に属するハクジラ類である。

## 分類
2005年に新たに発見された種であり、カワゴンドウ属の構成種はオーストラリアカワゴンドウとカワゴンドウの2種となった。
学名の heinsohni は、1960年代から1970年代にかけてジェームズクック大学においてオーストラリアカワゴンドウを含むクジラ目の研究を行ったオーストラリアの生物学者 George Heinsohn に由来する。

## 形態
体長は、オス・メス共に約2.7メートル体重は130キログラムになる。新生児の体長は約1メートル。
同じカワゴンドウ属のカワゴンドウに非常によく似ているが、カワゴンドウの体色が2色であるのに対し、オーストラリアカワゴンドウは3色である。また頭蓋骨やひれの形状も若干異なる。

## 生態・分布
分布に関しては不明な点が多く、調査が行われている分布もごく僅かである。
オーストラリアのタウンズビル（クイーンズランド州)において、約200頭が見つかった。生息域はパプアニューギニアにまで及ぶが、大多数はオーストラリアの海域に棲息すると考えられている。確認されているのは100-200頭と希少な種であると考えられており、優先的に保護されている。オーストラリアでは、西オーストラリア州のブルームからクイーンズランド州のブリスベンにかけて分布していると思われる。
主な餌は魚類・頭足類、甲殻類である。
通常時は最大で10頭前後の群れ（ポッド）を形成するが、時には20頭に達する群れも見られる場合がある。
体表にオーストラリアウスイロイルカ（英語版）との接触などの原因に起因する傷跡を持つ場合があり、この傷跡は個体識別に用いられている。オーストラリアウスイロイルカはオーストラリアカワゴンドウを追跡して積極的に交流を図る場合があり、2種間の繁殖行動および雑種が何度も確認されてきた。